# オリスカニー (空母)
オリスカニー (USS Oriskany, CV/CVA-34) は、アメリカ海軍の航空母艦。エセックス級航空母艦（長船体型）。艦名はアメリカ独立戦争のオリスカニーの戦いに因んで命名された。オリスカニと表記されることもある。「マイティ・O（オー）」の愛称を持つ。後述するように建造が一時中断されていた関係で、エセックス級の中では最後の就役となった。

## 艦歴

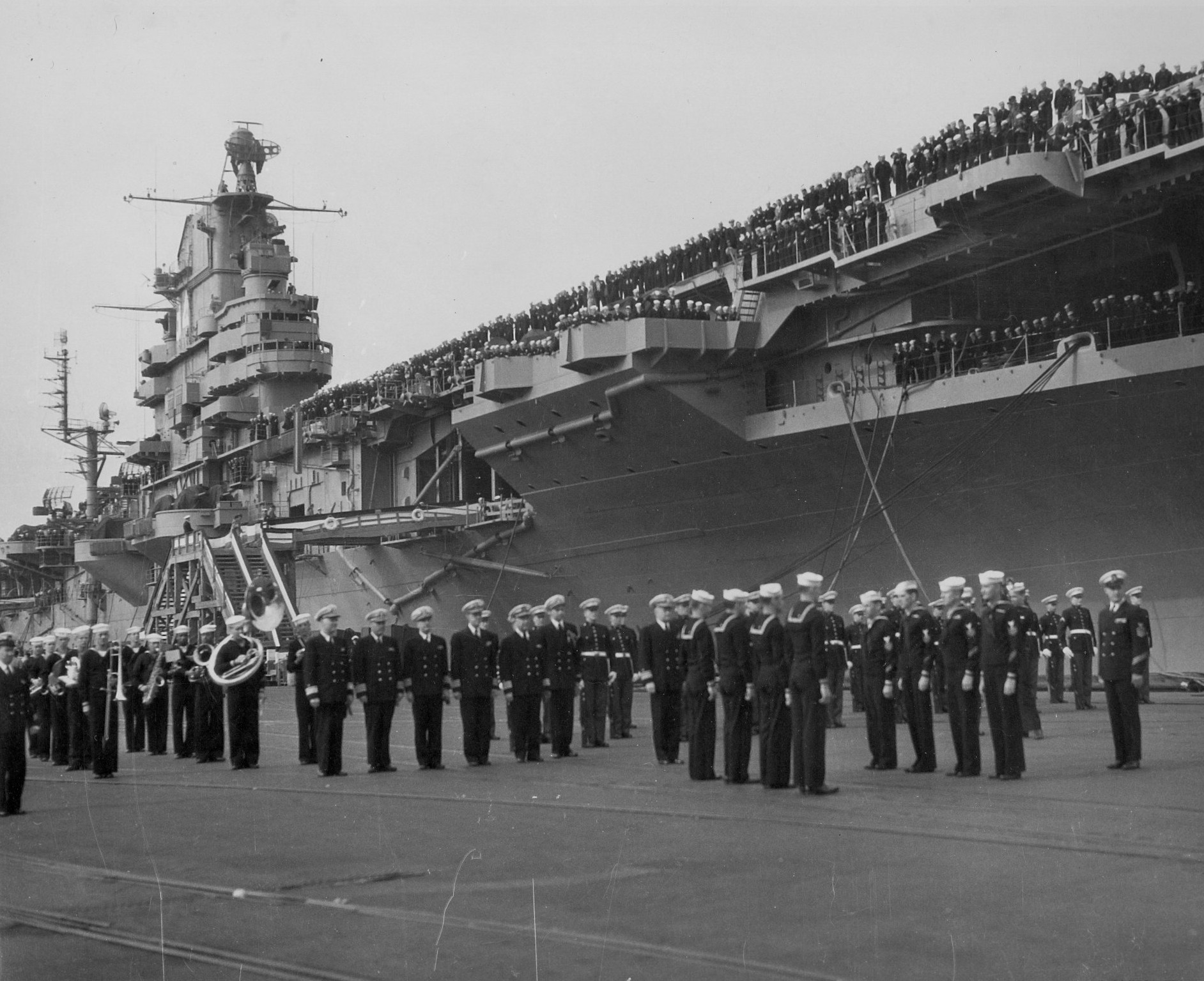
就役当日

「オリスカニー」はブルックリン海軍工廠で1944年5月1日起工し、1945年10月13日にクラレンス・キャノン夫人によって進水する。艦の建造は1947年8月12日に85%の段階で中断され、SCB-27近代化計画のプロトタイプとして再設計された。新世代の艦上戦闘機を運用するため、フライトデッキの構造は強化され、より強力なエレベーター、H-8油圧カタパルト、新型着艦制動装置が装備された。アイランドは構築し直され、対空砲塔は撤去された。また船体はバルジが装着されて横幅を広げられた。1950年9月25日、艦長パーシー・H・ライアン大佐の指揮のもと就役した。

### 1950 - 1956

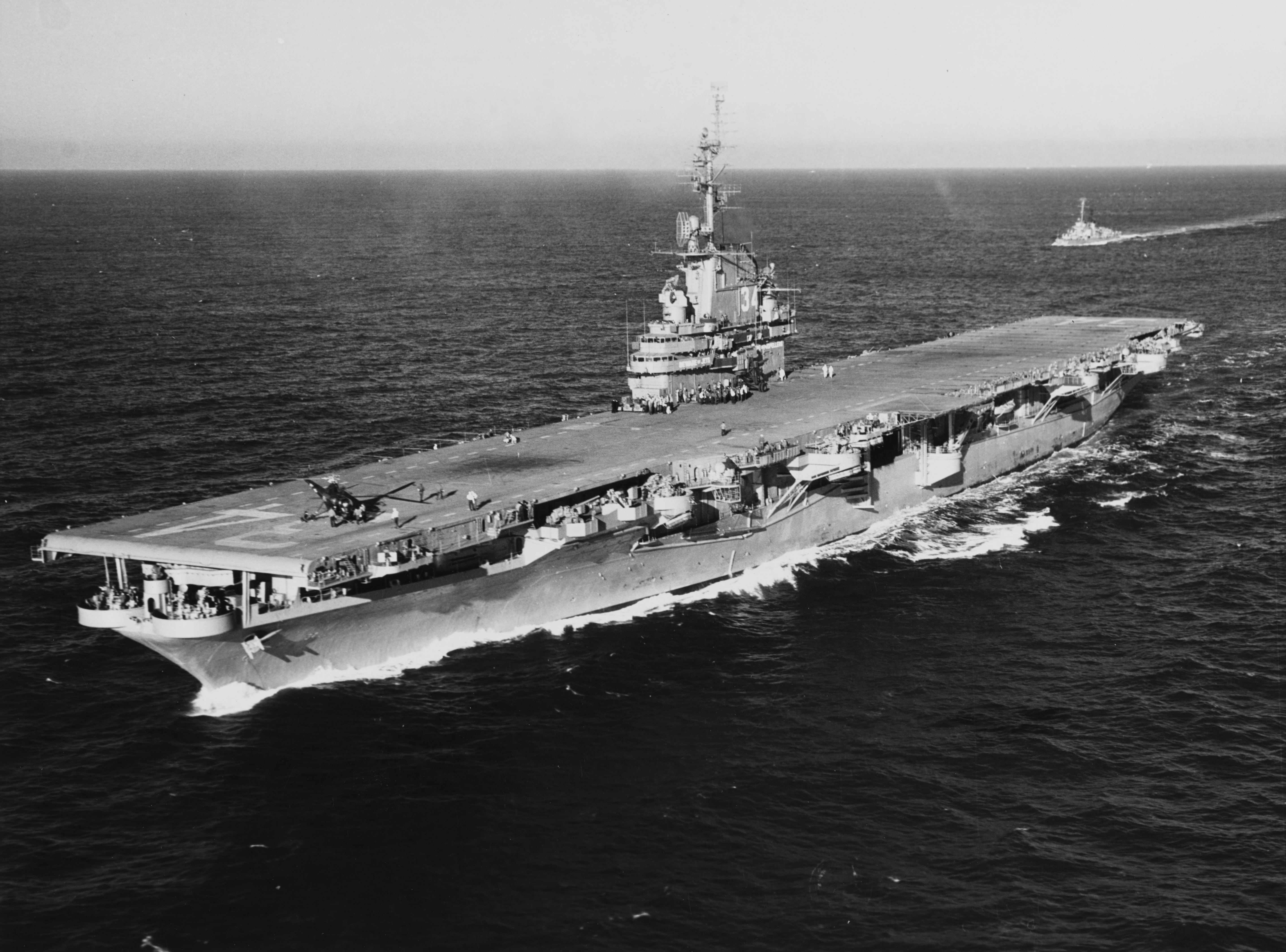
1950年12月6日撮影

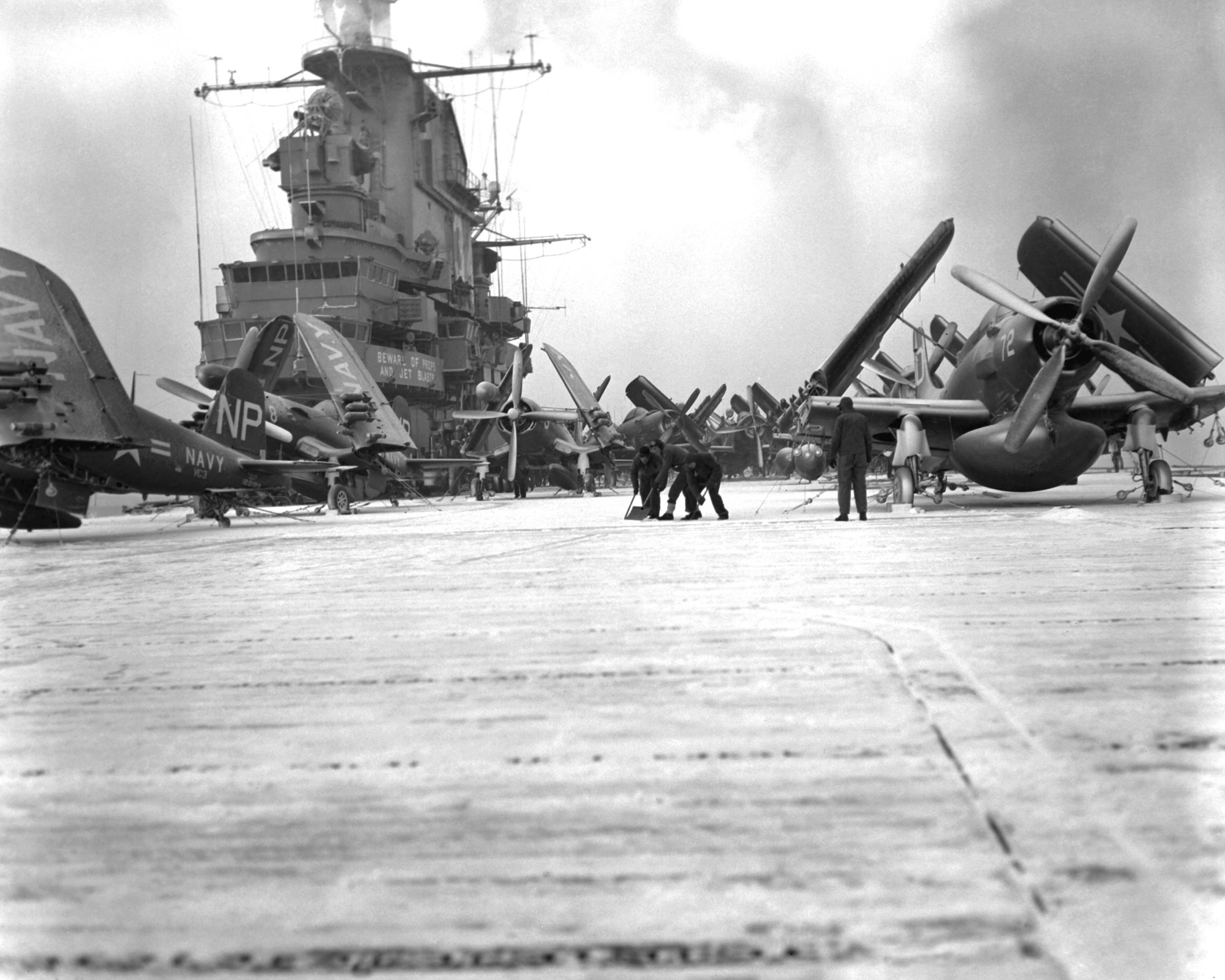
朝鮮戦争における艦上の光景(1953年1月10日)

「オリスカニー」は1950年12月6日にニューヨークを出港し、フロリダ州ジャクソンビル沖で空母着艦資格訓練に従事する。ロードアイランド州ニューポートでクリスマス休暇に入り、1951年1月11日にジャクソンビル沖での訓練を再開、グアンタナモ湾で第1空母航空団を乗艦させる。
その後ニューヨーク海軍造船所で3月6日から4月2日まで改修を行い、第4空母航空団を訓練のためジャクソンビルで乗艦させた後、1951年5月15日にニューポートを出港した。
朝鮮戦争時の1953年、「オリスカニー」内部には核兵器（新型原子爆弾 Mark 5）の組立工場が設置されており、核兵器製造の為の「工場艦」として稼働していた。北朝鮮への核攻撃を想定してMark 5を搭載したまま日本の横須賀港に寄港していたという。この事実は2008年11月9日放映の『NHKスペシャル』「こうして“核”は持ち込まれた〜空母オリスカニの秘密〜」において紹介された。
なお、1950年代から1960年代半ばまでSCB27A〜C並びにSCB125改装を施したエセックス級、またミッドウェイ級以降の大型攻撃空母には潜水艦発射弾道ミサイルの登場まで米海軍の核戦略を担った重攻撃飛行隊（A-3等の大型艦上攻撃機で編成され、有事には核兵器による戦略爆撃を想定した航空隊）が大部分の艦に配属されており、核兵器運用に関する諸設備を有していた空母は「オリスカニー」に限らなかった。

### 1957 - 1969

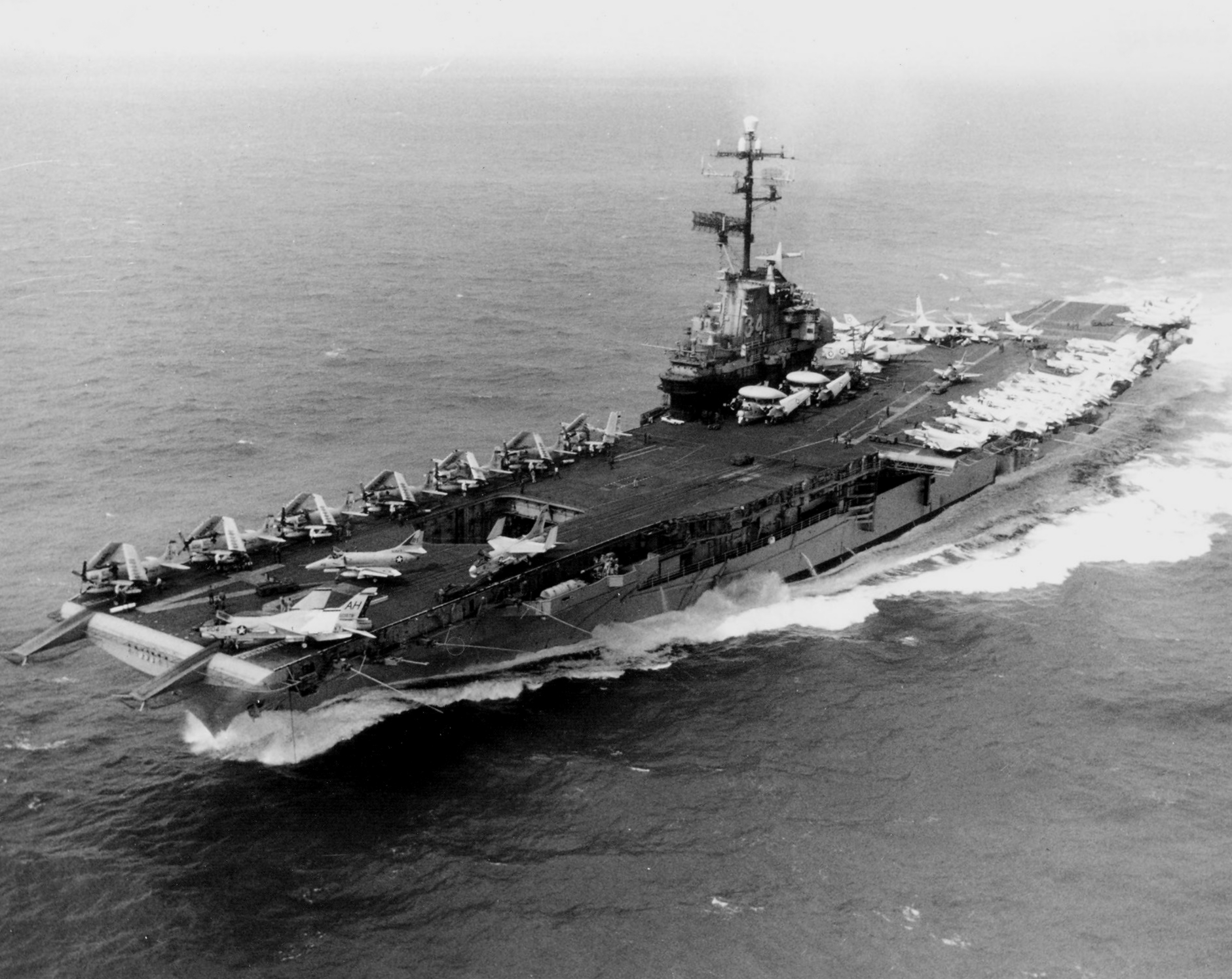
ベトナム戦争中の艦影(1968年1月3日)

1957年1月2日に一度退役し、艦載機の大型化・高速化に対応するSCB-125A改装（飛行甲板のアングルド・デッキ化、エレベータの移設および能力向上等）を施した上で1959年3月7日に再就役した。「オリスカニー」はSCB-125改装を最後に受けた艦であり、飛行甲板の素材にアルミニウムを導入、カタパルトを油圧式H8から蒸気式改良型のC11-1に、アレスティング・ギアをフォレスタル級と同じMk.7-1に更新するなど、他の艦に比べ一層充実した内容となった。よって本艦の改装のみ「SCB-125A改装」と呼ばれ区別されている。
以後、1965年にベトナム戦争に参加するまでの間西太平洋を中心とした数回の作戦航海を行った。
ベトナム戦争に参加していた1966年10月26日、トンキン湾沖で艦内前部右側格納庫内のパラシュート付フレアが不時発火、弾火薬庫の誘爆に至る大規模な火災事故を起こして44名が死亡、16人が重軽傷を負い、6機の飛行機が焼失。大きな損傷を受けたためにフィリピンでの応急修理後アメリカ本土に回航され本格的な修理を受け、再びベトナムに戻る。翌1967年には、ジョン・マケインが搭乗している。その後、1968年にカリフォルニア州のアラメダ海軍航空基地に戻る。

### 1975 - 2006
25年に及ぶ活動の後、「オリスカニー」は1975年9月30日に退役し、ワシントン州ブレマートンにモスボール状態で保管された。1980年代初めに再就役の提案がなされたが、艦の保存状態や近代化のためのコスト、艦に配備する航空団の不足等の問題から再就役はなされなかった。1989年7月25日に除籍され、1995年9月9日に廃棄のため売却されたが、業者が契約を守らなかったため1997年7月30日に契約が破棄され海軍が再入手する。その後メア・アイランドの旧海軍造船所で数年間係留された後、テキサス州ボーモントのボーモント予備艦隊に廃棄のため回航された。
1990年代の初めに東京湾で世界都市博覧会の「アメリカの都市」展に「オリスカニー」を展示する計画が作成された。しかしながら計画は調達資金の不足により失敗し、博覧会自体も中止された。
海軍は2004年4月5日に「オリスカニー」をフロリダ州に回航し人工魚礁にすることを発表した。船体からは再使用が可能な設備が全て撤去された。艦で使用された鐘はニューヨーク州オリスカニーに展示されている。また、船体の様々な部品はアラメダのホーネット博物館に流用される。
「オリスカニー」は2004年度国防認可行為（公法108-136）によって認可され、人工漁礁として使用される最初の軍艦となった。艦は当初2005年6月25日にペンサコーラの24マイル南へ沈められる予定であった。艦からは油や塗料、石綿が撤去されたが、相当量のPCBが含まれており、環境への影響が考慮され計画は延期された。当初処分コストは280万ドルのはずだったがこの遅れにより最終的には1273万ドルに膨れ上がった。環境保護局は艦を沈めるための最終承認を2006年2月に与え、オリスカニーは2006年5月17日にフロリダ沖のメキシコ湾の海底65mに沈められた。なお、この魚礁化作業はディスカバリーチャンネルで「空母オリスカニーの最後」として放送されている。

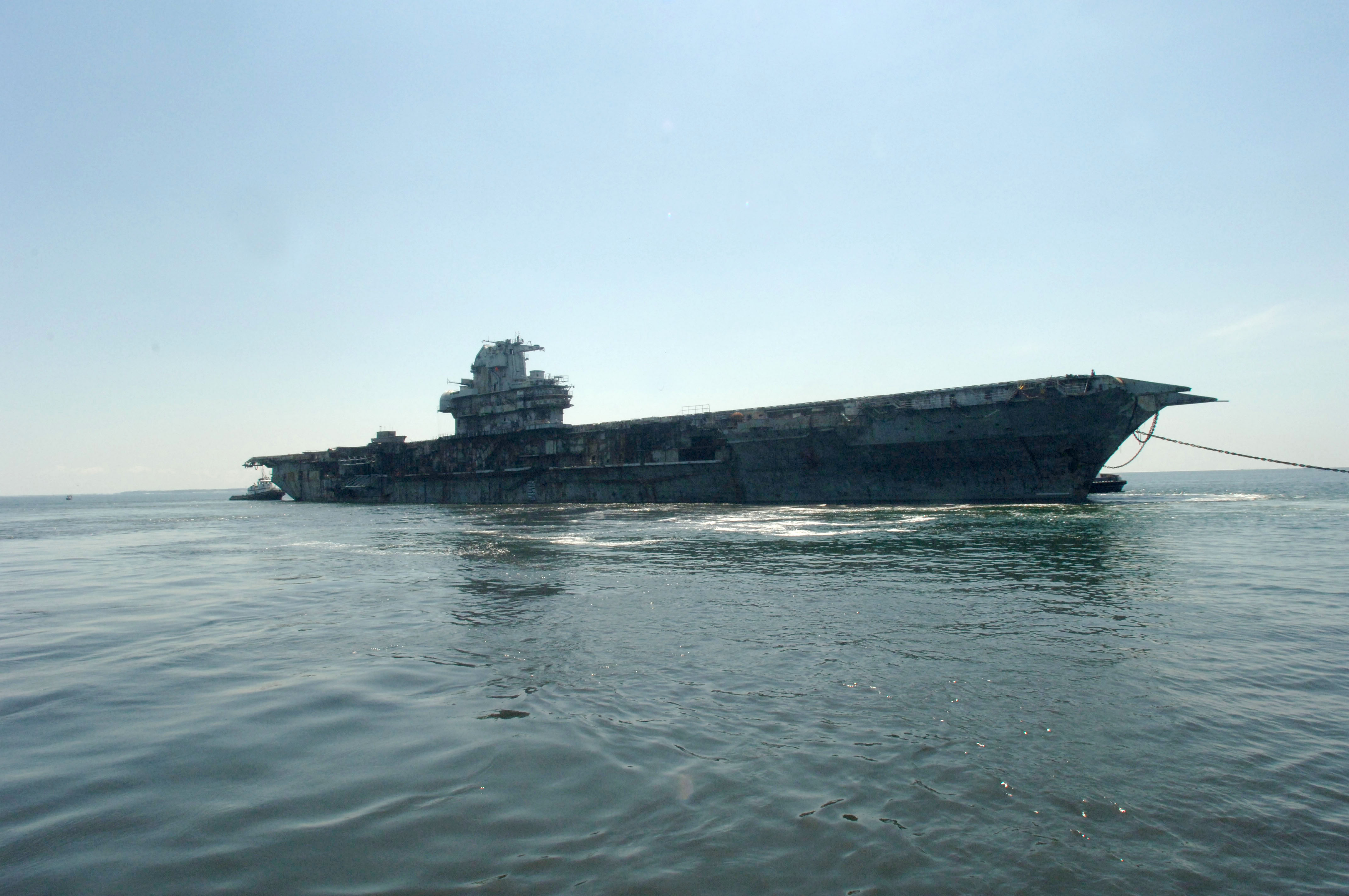
魚礁にするために曳航される「オリスカニー」
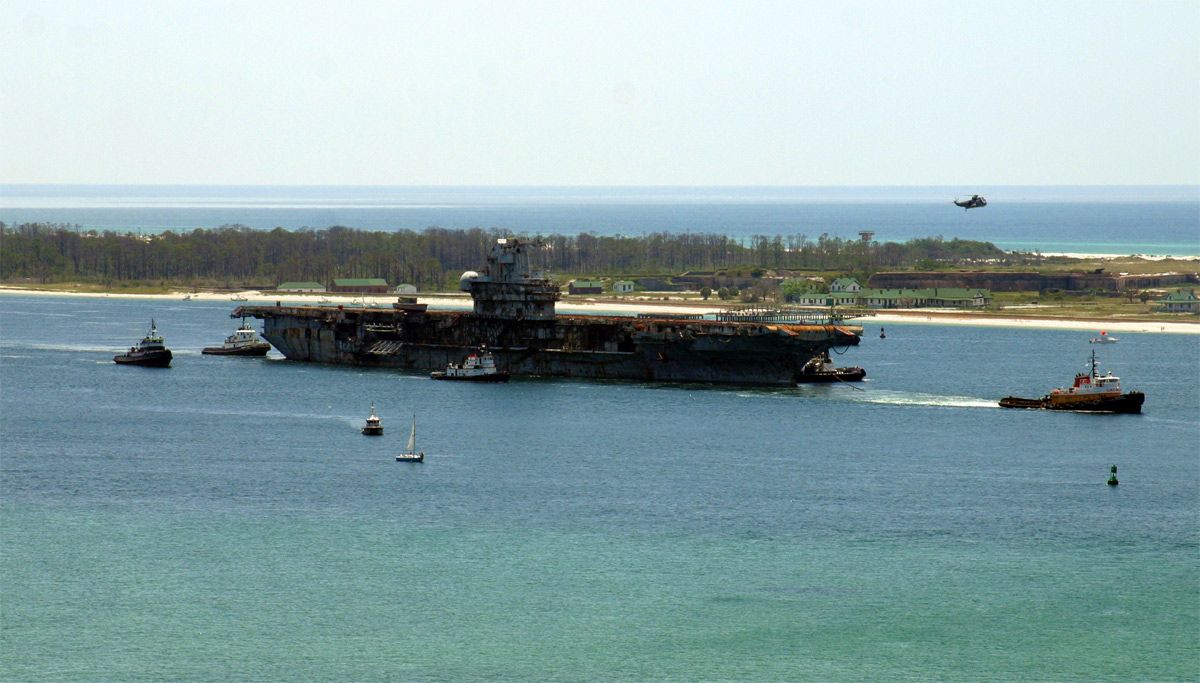
同じく曳航中の写真
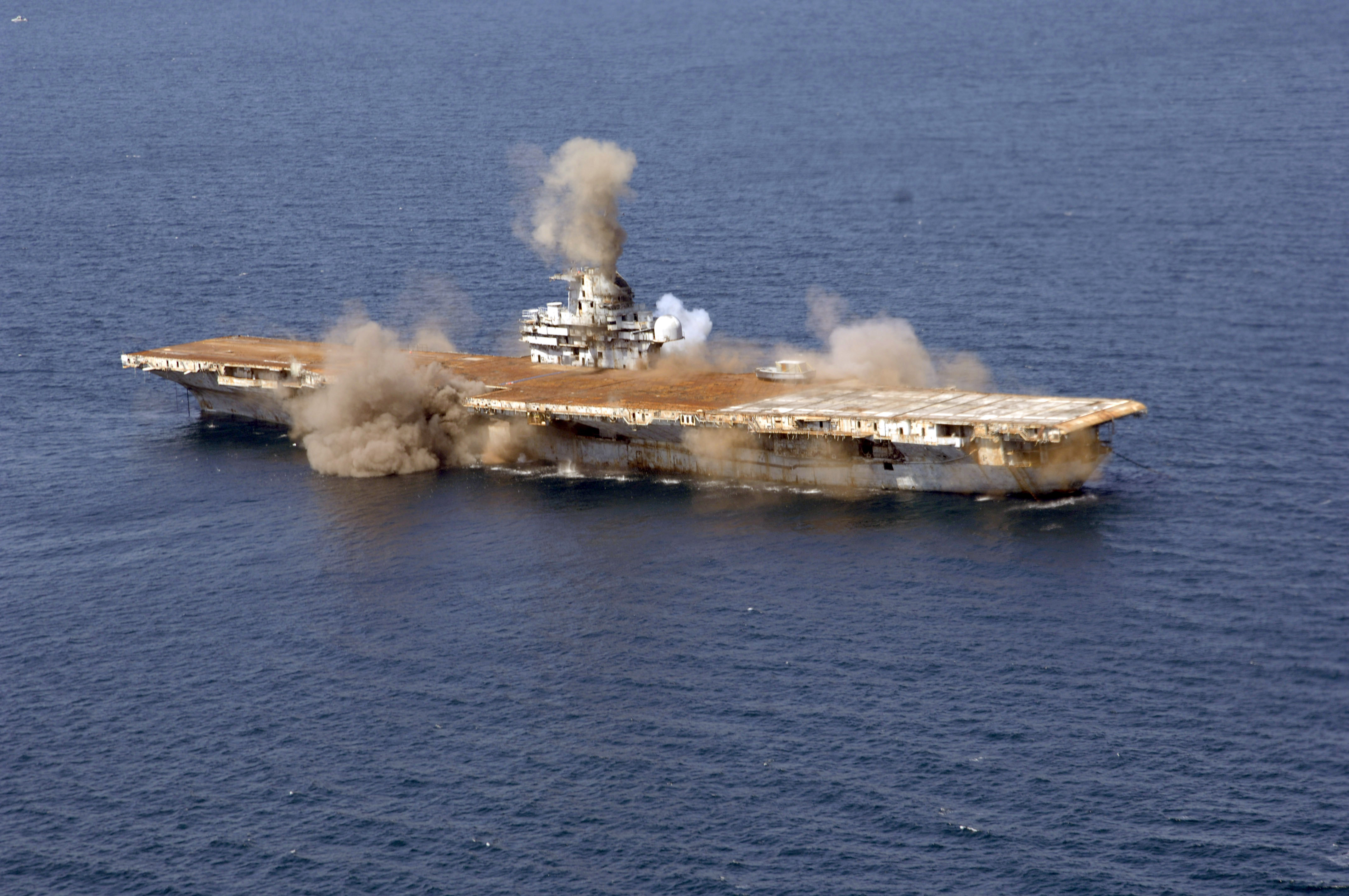
爆破される「オリスカニー」
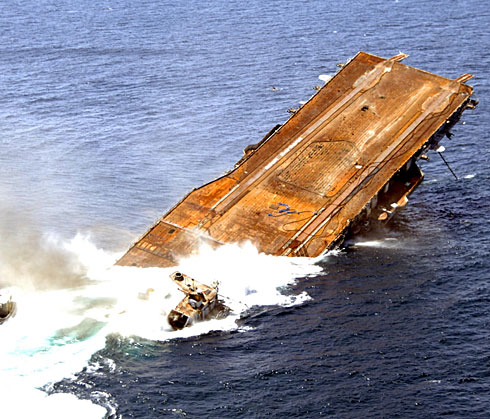
波間に沈む「オリスカニー」の船体

「オリスカニー」は朝鮮戦争で2つ、ベトナム戦争で10個の従軍星章を受章し、艦歴を通じて3つの海軍部隊章を受章した。

## 登場作品
『奇蹟の輝き』
メア・アイランドのドックで錆び付き状態が悪化していた「オリスカニー」が、地獄の表現として撮影に使用された。
『トコリの橋』
朝鮮戦争を舞台とした1954年公開の映画。空母「サヴォ号」として登場しており、日本海上で北朝鮮空爆に向かう航空機の離着陸シーンと、横須賀寄港シーンが撮影された。